# 永平 (前蜀)
永平（911年—915年）是前蜀高祖王建的第二個年号，共计5年。

## 改元
- 武成四年——正月初一日，改元為永平元年。[2][3][4]
- 永平六年——正月初一日，改元為通正元年。[5][6]

## 紀年對照表
| 永平 | 元年  | 二年  | 三年  | 四年  | 五年  |
| ---- | ----- | ----- | ----- | ----- | ----- |
| 公元 | 911年 | 912年 | 913年 | 914年 | 915年 |
| 干支 | 辛未  | 壬申  | 癸酉  | 甲戌  | 乙亥  |

## 同期存在的其他政权年号
- 中國
  - 開平（907年－911年）：後梁—朱全忠之年號
  - 乾化（911年－913年、913－915年）：後梁—朱全忠、朱友貞之年號
  - 鳳曆（913年）：後梁—朱友珪之年號
  - 貞明（915年－921年）：後梁—朱友貞之年號
  - 天祐（907年－923年）：晉—李存勗尊奉之年號
  - 應天（911年－913年）：燕—劉守光之年號
  - 天復（907年－922年）：岐—李茂貞尊奉之年號
  - 天祐（907年－919年）：吳—楊渥、楊隆演尊奉之年號
  - 天寶（908年－912年）：吳越—錢鏐之年號
  - 始元（910年－914年）：大長和—鄭仁旻之年號
  - 天瑞景星（915年－916年）：大長和—鄭仁旻之年號
  - 天祐（907年－916年）：契丹—耶律阿保機尊奉之年號
  - 同慶（912年－966年）：于闐—尉遲烏僧波之年號
- 朝鮮半島
  - 正開（901年—936年）：後百濟—甄萱、甄神劍之年號
  - 聖冊（905年－911年）：後高句麗—弓裔之年號
  - 永德萬歲（911年－914年）：後高句麗—弓裔之年號
  - 政開（914年－918年）：後高句麗—弓裔之年號
- 日本
  - 延喜（901年－923年）：醍醐天皇之年号

## 參看
- 中國年號索引
- 其他时期使用的永平年号

## 深入閱讀
- 李崇智. . 北京: 中華書局. 2004年12月. ISBN 7101025129.
- 鄧洪波. . 臺北: 國立臺灣大學東亞經典與文化研究計劃. 2005年3月  [2022-01-03]. ISBN 9789860005189. （原始内容 (pdf)存档于2007-08-25）.

| 前一年號： 武成 | 前蜀年號 911年－915年 | 下一年號： 通正 |